# 佩列托基 (索卡爾區)
50°34′35″N 24°22′55″E / 50.57639°N 24.38194°E
佩雷托基（烏克蘭語：Пере́токи），是烏克蘭西部的村莊，隸屬利維夫州的舍普季茨基區。該村面積2.07平方公里，海拔高度227米，2001年人口862，人口密度每平方公里417.43人。